# カネボウヒューマンスペシャル
『カネボウヒューマンスペシャル』は、1980年から2000年まで制作された、日本テレビ系列で放送されたスペシャルドラマ（テレビドラマ）のシリーズ。

## 概要
読売新聞主催「ヒューマン・ドキュメンタリー大賞」を公募。大賞受賞者に1000万円と破格で、優秀賞にも100万円が授与されていた。同賞の受賞作のうち1作をドラマ化された。全20作。鐘紡株式会社の一社提供番組。本編終了後には、受賞者本人や関係者のインタビュー映像が放送されていた。またカネボウの長編企業CMも放映する。
1980年から1984年までは水曜日の『水曜ロードショー』枠（21:02-22:54）で、1985年以降は火曜日の『火曜サスペンス劇場』枠（21:02-22:54、のち21:03-22:54。なお、鐘紡は『火サス』のスポンサーの一社だった）で放映された。両枠は地域によって遅れネットだったが本企画に関してはスポンサーの意向もあってか当該局でも遅れ幅がほぼ無い状態でネットされていた。また、1980年度は12月3日に、1982年度以降は毎年2月に放映された（ただし、1989年度は8月15日、1998年度は3月3日放送）。
20年間に渡り続いたが、2000年の放送をもって終了。最終回のエンディングでは「現代を生きる人々の様々な生き方・命の重さを描き続けてきた『カネボウヒューマンスペシャル』は今回で終了致します。20年間ありがとうございました。」という終了の挨拶（この間画面では全作品のタイトルがスクロール表示された）と共に「この企画は、21世紀に向けて今を生きる女性にスポットを当てた新企画へ生まれ変わります。ご期待下さい。」という案内が表示された。
その後2002年度に「読売・日本テレビ『ウーマンズ・ビート大賞』カネボウスペシャル21」に転換したが、2004年度をもって終了している。『ウーマンズ・ビート』の終了後はカネボウの経営問題やそれに伴う消滅もあったためか後継の新企画は設けられていない。
なお、同賞の入選作品集が読売新聞社から、バップからビデオソフトとして発売されていた（ビデオ自体はカネボウ協力の下で発売されていた）

## 放映リスト

### 『小児病棟』
1980年12月3日放送。第1回「女性ヒューマン・ドキュメンタリー」大賞優秀賞受賞作品のテレビドラマ化。1980年の関東地区における長時間スペシャルドラマの視聴率年間第1位を記録した。看護師のモモ子が、病気や障碍をもった乳幼児の看護に奮闘しながら、次第に子どもたちと心を通わせていく。
キャスト
- 山崎初子：桃井かおり
- 林隆三
- 市原悦子
- 清川虹子
- 北林谷栄
- 木内みどり
- 山口果林
- 寺田農
- 岸部シロー
- 桜井センリ
- 草薙幸二郎
- 白川和子
- 三浦洋一
- 石田えり

スタッフ
- 原作∶江川晴
- 脚本∶早坂暁
- 音楽∶深町純
- 演出∶祖父江信太郎

### 『大河の一滴』
1982年2月24日放送。第2回「女性ヒューマン・ドキュメンタリー」大賞受賞作。若い母親が脳性小児麻痺の義理の息子の就職、結婚のために悪戦苦闘する姿を描く。1982年の関東地区の長時間スペシャルドラマにおける年間視聴率第1位を記録した。五木寛之の「大河の一滴」とは無関係。
キャスト
- 栗原小巻
- 中谷一郎
- 池上季実子
- 西東秀一
- 神保美喜
- 野村昭子
- 大森暁美
- 御木本伸介
- 千秋実
- 草薙良一
- 井上高志

- 原作∶大森黎
- 脚本∶野上龍雄
- 演出∶島村正敏

### 『母ちゃんの黄色いトラック』
1983年2月23日放送。病気入院中の父に代わって一家を背負うため、女ながら4トントラックの運転手をするモーレツ母さんと母に反発する娘の姿を描く。
キャスト
- 山岡久乃
- 杉田かおる
- 船越英二
- 利重剛
- 古尾谷雅人
- 中村久美
- 森川正太
- 中西良太
- 北詰友樹
- 村田雄浩
- 正司歌江
- 下川辰平
- あき竹城
- 岩本多代
- 中原ひとみ
- 中条静夫

スタッフ
- 原作∶深見裕子
- 脚本∶小山内美江子
- 演出∶結城章介

### 『こぶしの花』
1984年2月15日放送。日本テレビ開局30年記念番組として放送。ジャズのトランペット奏者の父とピアニストの母を持つフルート奏者の青年がガンの一種であるホジキン病に冒され、21歳の若さでこの世を去るまでを描く。
キャスト
- 田原俊彦
- 浅丘ルリ子
- 香坂みゆき
- 杉浦直樹
- 中井貴恵
- 井川比佐志
- 仲谷昇
- 相田寿美緒
- 原ひさ子
- 北詰友樹

スタッフ
- 原作∶大日方妙子
- 脚本∶小林竜雄
- 演出∶吉野洋

### 『かんころもちの島で』
1985年2月19日放送。長崎県五島列島の波留島にある日ノ浦中学校の特殊学級の女性教師が、いわゆる「特殊学級症候群」に悩まされながらも、子どもたちと心通わせるまでを描く。
キャスト
- 西原薫：古手川祐子
- 串田口順之助：若山富三郎
- 西原邦江：草笛光子
- 久保田亮一：広岡瞬
- 西原令子：岩崎良美
- 伊木教頭：犬塚弘
- 井川広助：蟹江敬三
- 増田先生：寺田農
- 小田先生：峰竜太
- 富田先生：城戸真亜子
- 井川久美：白川和子
- 三輪武夫：沼田爆
- 三輪初枝：亀井光代
- 川辺トヨ：あき竹城
- 越野常吉：ポール牧
- 浪岡勝治：平泉成
- 浪岡定子：五月みどり
- 小島雄太郎：下條正巳
- 小島スミ：千石規子
- 船頭風の男：阿藤海

スタッフ
- 原作:柴田亮子
- 脚本:布施博一
- 音楽:大谷和夫
- 音楽ディレクター:鈴木清司
- 主題歌:南こうせつ「めぐる春」
  - 作詞:山上路夫、作曲:南こうせつ
- 演出:田中知己

### 『脳死をこえて』
1986年2月11日放送。脳死と腎臓移植問題を取り上げた女優・藤村志保の「脳死をこえて」のドラマ化。のちにオペラ化もされた。
キャスト
- 大原麗子
- 西川きよし
- 杉浦直樹
- 木内みどり
- 磯崎亜紀子
- 清水章吾
- 赤塚真人
- 山下規介
- 日下由美
- 間下このみ
- 絵沢萠子
- 奥村公延
- 鶴田忍
- 石田弦太郎
- 今西正男
- 園田裕久
- 松村達雄
- 川津祐介
- 仲谷昇
- 中条静夫

スタッフ
- 原作∶藤村志保
- 脚本∶岩間芳樹
- 演出∶田中康隆

### 『赤い夕日の大地で-家路-』
1987年2月24日放送。中国残留孤児をテーマにした作品。TVでまもなく訪日する残留孤児の中に、かつて満州に残した娘を視た母。しかし別れて生きた長い年月の間、母はすでに新しい家族を持っていた。彼らは母の過去も、別れたその娘の存在も知らない…。
キャスト
- 竹下景子
- 池内淳子
- 二木てるみ
- 麻生祐未
- 岩井半四郎 (10代目)
- 三浦浩一
- 高沢順子
- 横山道代
- 奥村公延
- 瀬能礼子
- 沢りつお
- 江藤漢
- 佐渡稔
- 佐戸井けん太
- 田村元治
- 及川以造
- 歌澤寅右衛門
- 須藤正裕
- 木村翠
- 佐川二郎

スタッフ
- 原作∶良永勢伊子
- 脚本∶市川森一
- 音楽∶羽田健太郎
- 音楽監督∶鈴木清司
- 演出∶せんぼんよしこ

### 『ダイアリー-車いすの青春日記-』
1988年2月16日放送。
キャスト
- 長谷川真弓
- 佐久間良子
- 河原崎長一郎
- 柳葉敏郎
- 所ジョージ
- 宮崎美子
- 江夏豊
- 鈴木保奈美
- 常田富士男
- あめくみちこ
- 二階堂千寿
- 林泰文
- 尾羽智加子
- 野村信次
- 山崎満
- 高尾晃市

スタッフ
- 原作∶板見陽子
- 脚本∶今野勉
- 音楽∶加古隆
- 演出∶祖父江信太郎

### 『故郷 天皇が振り向かれた時』
1989年8月15日放送。
キャスト
- 樋口可南子
- 市原悦子
- 有森也実
- 青山裕一
- 春川ますみ
- 友竹正則
- 清水万里
- 河原崎長一郎
- 大鶴義丹
- 浅野和之
- 李麗仙
- 外河京子
- 花王おさむ
- 児島美ゆき
- 佐渡稔
- 高沢順子
- 中嶋陽典
- 田村元治
- 江藤漢
- 槐柳二
- 市川勇
- 市村萬次郎 (2代目)

スタッフ
- 脚本∶市川森一
- 音楽∶羽田健太郎
- 音楽監督∶鈴木清司
- 演出∶せんぼんよしこ

### 『光れ隻眼〇.〇六 弱視教室の子供たち』
1990年2月20日放送。
キャスト
- 岸本加世子
- 泉ピン子
- 布施博
- 中田喜子
- 中垣克麻
- 早勢美里
- 安孫子里香
- 尾羽智加子
- 樋浦勉
- 塚本信夫
- 小野武彦
- 西岡徳馬
- 山谷初男

スタッフ
- 原作∶鈴木月美
- 脚本∶今野勉
- 演出∶祖父江信太郎

### 『プサマカシ 若き助産婦のアフリカ熱中記』
1991年2月19日放送。アフリカの奥地で働く若い日本人助産婦の奮闘を描く。「プサマカシ」とはリンガラ語で「強く力みなさい」の意味。
キャスト
- 山口智子

スタッフ
- 原作∶徳永端子
- 脚本∶今野勉
- 演出∶伊藤祥二

### 『終の夏かは』
1992年2月18日放送。12歳の時に骨腫瘍のため右足を切断、さらに26歳の時に乳癌を発症、入退院を繰り返した末、32年の生涯を閉じた医療ソーシャルワーカーの生涯を描く。
キャスト
- 斉藤由貴
- 渡瀬恒彦
- 平田満
- 川谷拓三
- 塩沢とき
- 大越史歩
- 早川亮
- 団優太

スタッフ
- 原作∶古越富美恵
- 脚本∶矢島正雄
- 音楽∶大野雄二
- 演出∶雨宮望

### 『ちゃんめろの山里で』
1993年2月16日放送。東京から長野の山里に移り住んだ主婦が、自然や地元の人々や動物とのふれあいの中で、しだいに人間らしい生き方とは何かを見出して行く。「ちゃんめろ」とはフキのこと。
キャスト
- 市原悦子
- 菅原文太
- 柳生博
- 風間トオル
- 内海桂子
- 高見恭子
- 五代高之
- 大宝智子
- 天園祥子
- 千野弘美
- モト冬樹
- 土倉有貴
- 芹沢名人
- 藤田朋子
- 加賀谷純一
- 志賀圭二郎
- 越村公一

### 『ばいばい、フヒタ』
1994年2月15日放送。OLの直子は会社の同僚の藤田豊実、通称・フヒタと結婚する。だが新婚旅行後、豊実は脳腫瘍に侵され、わずか4ヶ月後に亡くなってしまう。
キャスト
- 藤田直子：富田靖子
- 藤田豊実（フヒタ）：布施博
- 河原崎長一郎
- 加賀まりこ
- 橋爪功
- 段田安則
- 春川ますみ
- あめくみちこ
- 石田太郎
- 加藤善博

### 『翼をもがれた天使たち』
1995年2月14日放送。高校を中退した子供たちが立派に一人立ちするまでを、父母の視点から描く。
キャスト
- 雛形あきこ
- 板東英二
- 真野響子
- 山本耕史
- 河野由佳
- 阿部光子
- 立石涼子

### 『生きのびて』
1996年2月13日放送。旧満州で敗戦を迎えた16歳の少女悦子は、家族と共に日本への脱出を図るが、途中で八路軍に見つかり、ただ1人捕まってしまう。悦子は生きるために八路軍に従軍していた年正と結婚、その後8年間、艱難辛苦をなめた末、ようやく帰国を果たす。
キャスト
- 悦子：高橋由美子
- 年正：杉本哲太
- 矢崎滋
- 長谷川真弓
- 魏涼子
- 松澤一之
- 山野史人
- 深浦加奈子
- 山谷初男
- 奥村公延
- 中野英雄
- 大島さと子

### 『三人姉妹』
1997年2月11日放送。三人姉妹の二女みちるの婚約後まもなく、長女あんぬが子宮癌であることが分かる。あんぬは闘病の末、33歳の若さで他界する。その翌年、今度は三女あづみが、同じ子宮癌を告知される。病魔と闘う三人姉妹の愛と苦悩と赤裸々な生き方を描く。
キャスト
- あんぬ：古手川祐子
- みちる：桜井幸子
- あづみ：中江有里
- 石丸謙二郎
- 中村繁之
- 勝村政信
- 藤田敏八
- 草村礼子
- 深浦加奈子
- 深水三章
- 伊藤隆大
- 周富徳
- 早川純一
- 佐々木勝彦
- 鈴木由香
- 牧弘美

### 『付添人のうた』
1998年3月3日放送。娘の学費を出すためにした多額の借金の返済のため、病院で付添婦になった主婦が、アルツハイマー病の老人の世話をするうち、介護福祉士の資格を取ろうと思い始める。
キャスト
- 竹下景子
- 酒井美紀
- 秋本祐希
- うじきつよし
- 南美江
- 加藤治子
- 今井雅之
- 水野久美
- 佐々木すみ江
- 梅津栄
- 小松政夫
- 村上冬樹
- 津島瑞穂
- 大原真理子

### 『小さな小さなあなたを産んで』
1999年2月2日放送。高齢出産の初産で、体重が678グラムという超未熟児を出産した女性の苦闘を描く。
キャスト
- 大竹しのぶ
- 水谷豊
- 高橋由美子
- 丹阿弥谷津子
- 久米明
- 仲谷昇
- 藤田弓子
- 伊藤英明
- 香坂みゆき
- 杉山とく子
- 川上夏代
- 鷲尾真知子
- 阿知波悟美
- 溝口肇
- 鶴久政治

スタッフ
- 原作∶唐木幸子
- 脚本∶松原敏春
- 音楽∶溝口肇
- 演出∶吉野洋

### 『大地の産声が聞こえる-15才 いちご薄書-』
2000年2月8日放送。中学3年生の少女が家族4人と共に田舎の古い農家に引っ越し、家族の絆と自然を大切にする両親の教育方針で夕食作りや妹の世話など家事の手伝いをさせられる。
少女はその生活環境に反発しながらも、優等生として受験勉強にまい進していた友人の死、父と同行した母の故郷への旅、さらに4人目の子供を身ごもった母の自宅での出産に立ち会ったことで、大きく成長していく。
キャスト
- 浅野ゆう子
- 赤井英和
- 池脇千鶴
- 市原悦子
- 橋爪功
- 段田安則
- 保坂尚輝
- 渋谷すばる
- 黒田福美
- 菊池麻衣子
- 林清羅
- 佐藤琴未
- 安達香代子
- 内田岳志
- 城みちる
- 大竹周作
- 平田裕香
- 伊藤友樹
- 宮内順子

スタッフ
- 原作∶植嶋由衣
- 脚本∶市川森一
- 音楽∶三枝成彰
- 演出∶雨宮望